# 义圩镇
义圩镇，是中华人民共和国广西壮族自治区百色市田东县下辖的一个乡镇级行政单位。

## 行政区划
义圩镇下辖以下地区：
义圩村、班龙村、安东村、朔晚村、那荷村、东冠村、世木村、甲芬村、六一村、福旺村和符桃村。